# Puchar Europy Mistrzów Klubowych w piłce siatkowej (1964/1965)
Puchar Europy Mistrzów Krajowych 1964/1965 - 6. sezon Pucharu Europy Mistrzów Krajowych rozgrywanego od 1959 roku, organizowanego przez Europejską Konfederację Piłki Siatkowej (CEV) w ramach europejskich pucharów dla męskich klubowych zespołów siatkarskich "starego kontynentu".

## Drużyny uczestniczące
| Państwo        | Drużyna                   |
| -------------- | ------------------------- |
| Austria        | Blau-Gelb Wiedeń          |
| Belgia         | Brabo VK Antwerp          |
| Bułgaria       | Minior Pernik             |
| Czechosłowacja | Slavia Praga              |
| Finlandia      | Lehden Kimmo              |
| Francja        | Racing Paryż              |
| Hiszpania      | Hispano Frances Barcelona |
| Izrael         | Hapoel Ha-Mapil           |
| Jugosławia     | OK Železničar Belgrad     |
| Maroko         | CS Casablanca             |
| Polska         | Legia Warszawa            |
| Portugalia     | Leixões SC                |
| NRD            | SC Leipzig                |
| NRD            | Dynamo Berlin             |
| RFN            | ESV Kolonia               |
| Rumunia        | Rapid Bukareszt           |
| Szwajcaria     | Servette Genewa           |
| Turcja         | Galatasaray Stambuł       |
| Węgry          | Budapesti Honvéd SE       |
| Włochy         | Sportivo Ruini Florencja  |
| ZSRR           | CSKA Moskwa               |

## Runda wstępna
| Data | Drużyna 1                 | Wynik | Drużyna 2                 | Sety                         |
| ---- | ------------------------- | ----- | ------------------------- | ---------------------------- |
|      | Servette Genewa           | 0:3   | Galatasaray Stambuł       |                              |
|      | Galatasaray Stambuł       | 3:0   | Servette Genewa           |                              |
|      |                           |       |                           |                              |
|      | ESV Kolonia               | 1:3   | Lehden Kimmo              |                              |
|      | Lehden Kimmo              | 3:0   | ESV Kolonia               |                              |
|      |                           |       |                           |                              |
|      | Hapoel Ha-Mapil           |       | Sportivo Ruini Firenze    |                              |
|      | Sportivo Ruini Firenze    |       | Hapoel Ha-Mapil           |                              |
|      |                           |       |                           |                              |
|      | Hispano Frances Barcelona | 2:3   | Leixoes Matosinhos        | 15-17 13-15 15-9 15-10 13-15 |
|      | Leixoes Matosinhos        | 3:2   | Hispano Frances Barcelona | 15-8 6-15 13-15 16-14 15-8   |
|      |                           |       |                           |                              |
|      | Brabo VK Antwerp          |       | Wielka Brytania           |                              |
|      | Wielka Brytania           |       | Brabo VK Antwerp          |                              |
|      |                           |       |                           |                              |
|      | Blau-Gelb Wiedeń          | 0:3   | OK Železničar Belgrad     |                              |
|      | OK Železničar Belgrad     | 3:0   | Blau-Gelb Wiedeń          |                              |

## Faza finałowa

### Runda 1/8
| Data | Drużyna 1                | Wynik | Drużyna 2                | Sety                  |
| ---- | ------------------------ | ----- | ------------------------ | --------------------- |
|      | Galatasaray Stambuł      |       | Rapid Bukareszt          |                       |
|      | Rapid Bukareszt          |       | Galatasaray Stambuł      |                       |
|      |                          |       |                          |                       |
|      | Lehden Kimmo             | 0:3   | CSKA Moskwa              | 9-15 9-15 4-15        |
|      | CSKA Moskwa              | 3:0   | Lehden Kimmo             | 15-4 15-6 15-4        |
|      |                          |       |                          |                       |
|      | SC Leipzig               | 3:0   | Sportivo Ruini Florencja | 15-2 15-2 15-1        |
|      | Sportivo Ruini Florencja | 0:3   | SC Leipzig               |                       |
|      |                          |       |                          |                       |
|      | Racing Paryż             |       | CS Casablanca            |                       |
|      | CS Casablanca            |       | Racing Paryż             |                       |
|      |                          |       |                          |                       |
|      | Leixoes Matosinhos       | 0:3   | Slavia Praga             | 3-15 7-15 7-15        |
|      | Slavia Praga             |       | Leixoes Matosinhos       |                       |
|      |                          |       |                          |                       |
|      | Budapesti Honvéd SE      | 0:3   | Brabo VK Antwerp         |                       |
|      | Brabo VK Antwerp         |       | Budapesti Honvéd SE      |                       |
|      |                          |       |                          |                       |
|      | Legia Warszawa           | 3:1   | Dynamo Berlin            | 15-5 15-10 9-15 16-14 |
|      | Dynamo Berlin            | 3:2   | Legia Warszawa           |                       |
|      |                          |       |                          |                       |
|      | Minior Pernik            | 0:3   | OK Železničar Belgrad    | 15-12 15-10 15-5      |
|      | OK Železničar Belgrad    | 3:0   | Minior Pernik            | 21-19 15-6 15-7       |

### Ćwierćfinał
| Data | Drużyna 1           | Wynik | Drużyna 2           | Sety                  |
| ---- | ------------------- | ----- | ------------------- | --------------------- |
|      | CSKA Moskwa         | 3:1   | Rapid Bukareszt     | 15-1 15-17 15-4 15-6  |
|      | Rapid Bukareszt     | 3:0   | CSKA Moskwa         |                       |
|      |                     |       |                     |                       |
|      | Racing Paryż        |       | SC Leipzig          |                       |
|      | SC Leipzig          |       | Racing Paryż        |                       |
|      |                     |       |                     |                       |
|      | Minior Pernik       | 3:0   | Legia Warszawa      | 15-1 15-6 15-4        |
|      | Legia Warszawa      | 1:3   | Minior Pernik       | 15-12 8-15 8-15 10-15 |
|      |                     |       |                     |                       |
|      | Slavia Praga        |       | Budapesti Honvéd SE |                       |
|      | Budapesti Honvéd SE |       | Slavia Praga        |                       |

### Półfinał
| Data | Drużyna 1       | Wynik | Drużyna 2       | Sety                       |
| ---- | --------------- | ----- | --------------- | -------------------------- |
|      | Rapid Bukareszt | 3:0   | SC Leipzig      |                            |
|      | SC Leipzig      | 3:0   | Rapid Bukareszt | 15-10 15-13 15-9           |
|      |                 |       |                 |                            |
|      | Minior Pernik   | 3:0   | Slavia Praga    | 15-6 15-9 15-8             |
|      | Slavia Praga    | 3:2   | Minior Pernik   | 15-2 7-15 15-9 13-15 15-13 |

### Finał
| Data  | Drużyna 1       | Wynik | Drużyna 2       | Sety                        |
| ----- | --------------- | ----- | --------------- | --------------------------- |
| 10.05 | Minior Pernik   | 3:1   | Rapid Bukareszt | 15-11 15-8 7-15 15-8        |
| 17.05 | Rapid Bukareszt | 3:1   | Minior Pernik   | 15-7 8-15 15-8 15-9         |
|       | Rapid Bukareszt | 3:2   | Minior Pernik   | 14-16 15-12 10-15 15-7 15-7 |

## Klasyfikacja końcowa
| Miejsce | Drużyna         |
| ------- | --------------- |
| złoto   | Rapid Bukareszt |
| srebro  | Minior Pernik   |